# Левін (Куявсько-Поморське воєводство)
Левін (пол. Lewin) — село в Польщі, у гміні Ваґанець Александровського повіту Куявсько-Поморського воєводства.
У 1975-1998 роках село належало до Влоцлавського воєводства.